# Alexis Grapsas
Alexis Grapsas ist ein US-amerikanischer, in Los Angeles lebender Filmkomponist.

## Leben
Nach einer klassischen Ausbildung als Komponist arbeitete Alexis Grapsas für eine Vielzahl von Filmstudios wie Warner Bros., Sony, Disney, New Line und Netflix und Fernseh- und Independent-Film-Produktionen. Er ist Alumni des Sundance Institute.
Grapsas lebt seit 2008 in Los Angeles.

## Filmografie
- 2016: 11.22.63 – Der Anschlag (11.22.63, Fernsehserie)
- 2020: Monday – Die Liebe eines Sommers (Monday)
- 2021: Pig
- 2024: A Quiet Place: Tag Eins (A Quiet Place: Day One)
- 2025: Spider & Jessie

## Auszeichnungen
Hollywood Music In Media Award
- 2015: Nominierung in der Kategorie Contemporary Classical/Instrumental (Bang Bang)
- 2015: Nominierung für die Beste Filmmusik – Independent Film (Land of Leopold)[2]